# Neco Martínez
Luis Enrique „Neco“ Martínez Rodríguez (* 20. August 1982 in Necoclí) ist ein ehemaliger kolumbianischer Fußballtorhüter.

## Karriere
Neco Martínez begann seine Fußballkarriere beim Envigado FC und wechselte von dort zu Independiente Santa Fe. Einem anschließenden Engagement beim türkischen Verein Sakaryaspor folgte in der Winterpause der Saison 2007/2008 der Wechsel zum Erstligisten Vestel Manisaspor. Anschließend spielte er bei Atlético Nacional in Medellín, wo er 2013 zwei Meisterschaften und den Pokal gewinnen konnte. Sein größter Erfolg war der Gewinn der Copa Libertadores 2016. Das letzte Karrierejahr verbrachte Martínez bei América de Cali, kam aber in der Liga nicht mehr zum Einsatz.
Für Furore sorgte er, als er am 30. Mai 2006 in einem Länderspiel gegen Polen mit einem Abschlag aus einer Distanz von über 90 m ein Tor erzielen konnte. Somit reihte sich Martínez in die Reihe der wenigen Fußballspieler ein, die als Torhüter ein Tor erzielten, und – was noch seltener ist – in die Reihe der Spieler, die aus dem eigenen Strafraum heraus ein Tor erzielen konnten. In Deutschland wurde dieses Tor zum Tor des Monats Mai 2006 gewählt.
Neco Martínez ist Torhüter der kolumbianischen Fußballnationalmannschaft. 

## Erfolge
Once Caldas
- Kolumbianischer Meister: 2010-II

Atlético Nacional
- Kolumbianischer Meister: 2013-I, 2013-II, 2014-I, 2015-II
- Kolumbianischer Pokalsieger: 2013, 2016
- Sieger der Copa Libertadores: 2016